# Phaeosia intermedia
Phaeosia intermedia är en fjärilsart som beskrevs av Druce 1885. Phaeosia intermedia ingår i släktet Phaeosia och familjen björnspinnare. Inga underarter finns listade i Catalogue of Life.